# Kars

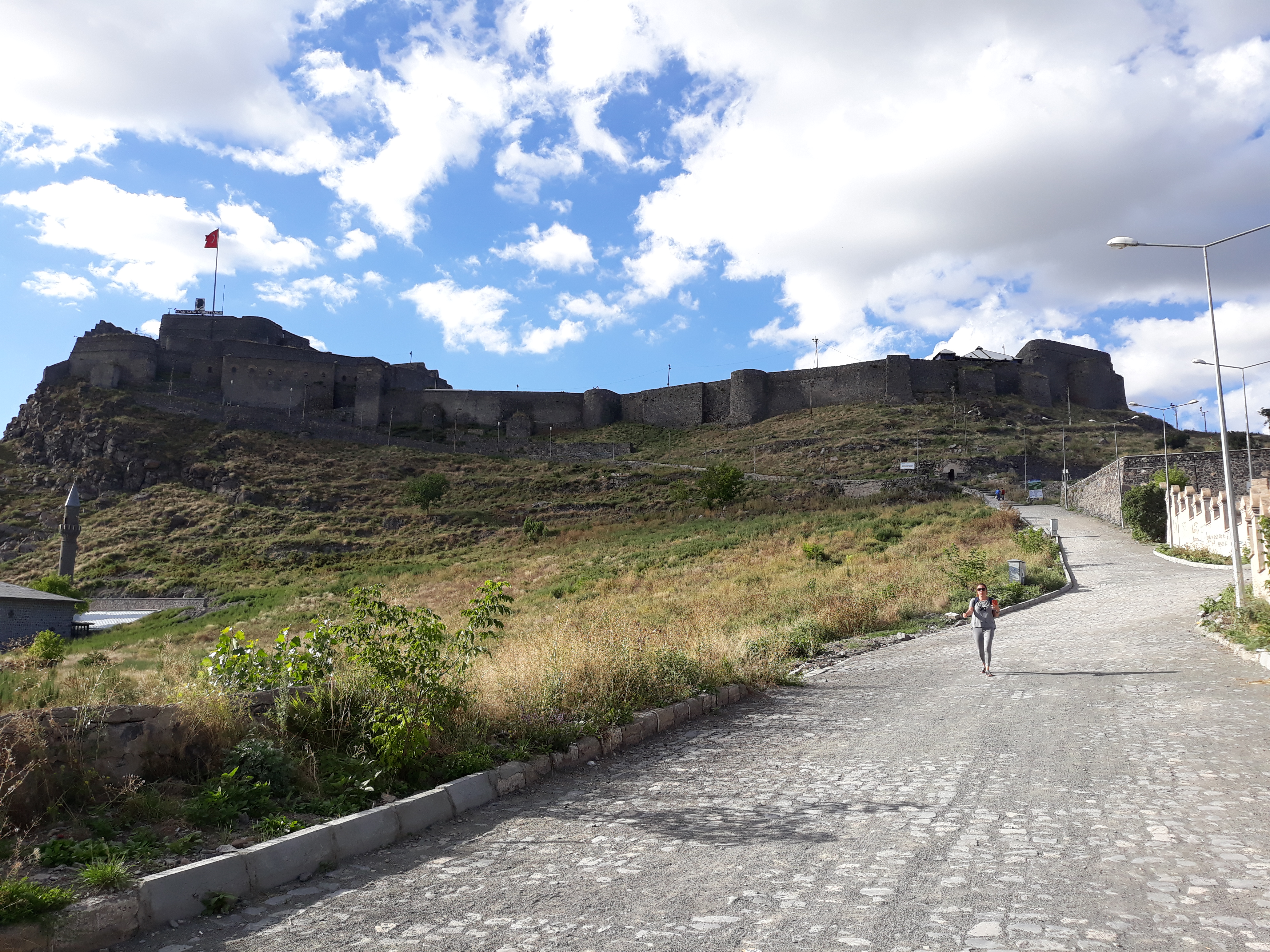
Citadellet i Kars.

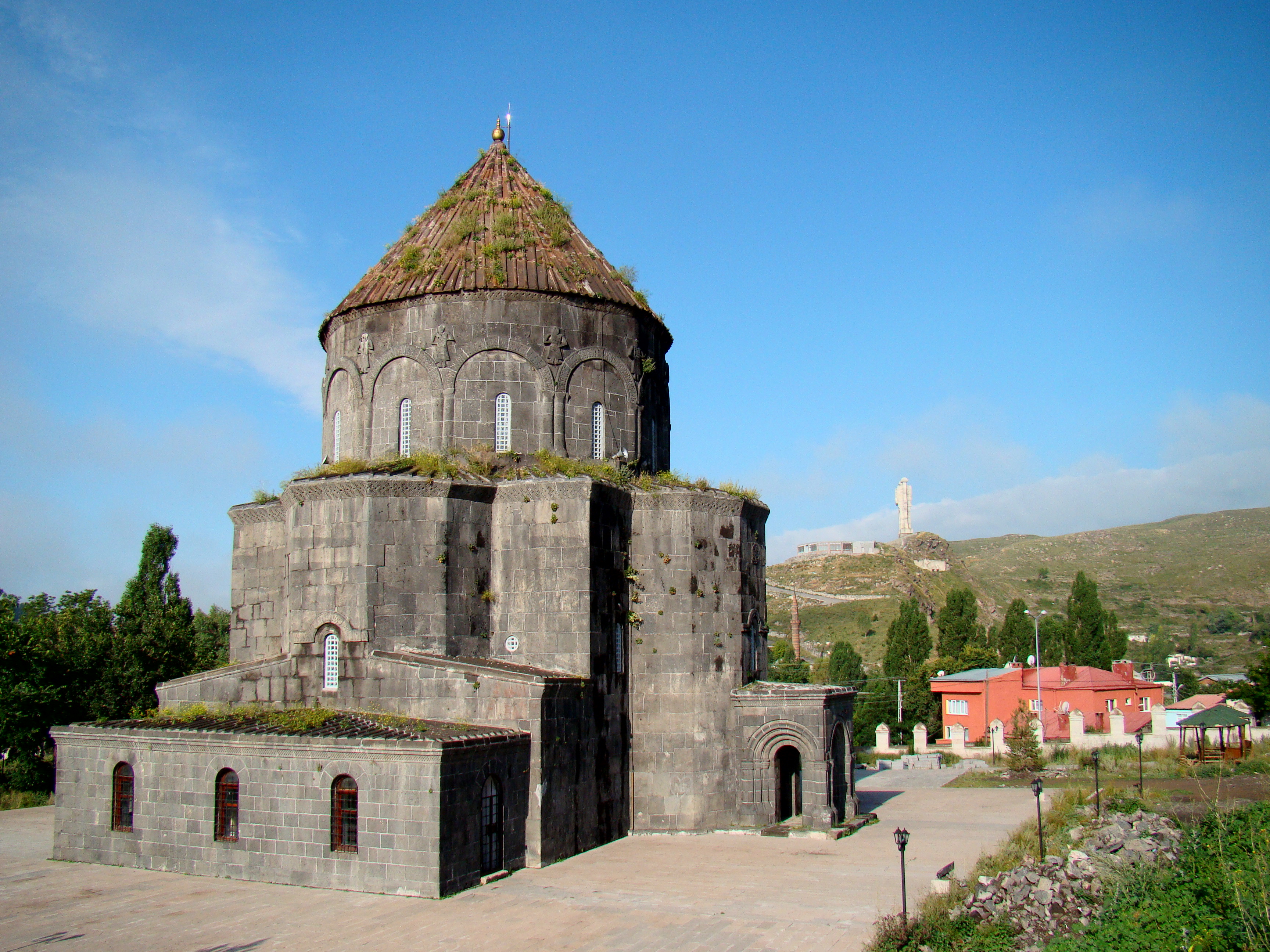
Apostlarnas kyrka i Kars.

Kars (armeniska: Ղարս eller Կարս, kurdiska: Qers, azerbajdzjanska: Qars) är en stad i nordöstra Turkiet och är huvudstad i provinsen Kars. Kars ligger på 1 700 meters höjd över havet och har nästan 80 000 invånare. Staden har en över tusenårig historia och är präglad av sitt läge vid gränsen till Armenien, tidigare Sovjetunionen. Staden hade en stor armenisk befolkning fram till armeniska folkmordet under första världskriget, och tillhörde Ryssland mellan 1878 och 1921.
Nobelpristagaren Orhan Pamuks roman "Snö" (på turkiska: "Kar") utspelar sig till största delen i Kars, under ett flera dagar långt snöfall.

## Historia
Med sin viktiga strategiska belägenhet blev Kars tidigt befäst och har ofta varit omstritt. På 800- och 900-talen var den huvudstad i ett armeniskt furstendöme, och ödelades sedan av seldjuker, mongoler och Timur Lenk. Från 1579 var Kars en gränsfästning i det osmanska riket.

### 1800-talet: Krimkriget och rysk-turkiska kriget
Stadens gamla befästning utgörs av en oregelbunden polygon med dubbla murar och torn, över vilket höjer sig citadellet, som ligger i nordvästra delen, vid floden. Genom sitt läge vid de stora stråkvägarnas möte var staden förr en viktig strategisk punkt och belägrades förgäves av Ryssland 1807, fastän fästningen då var i ganska dåligt skick. Den 5 juli 1828 intogs det nu starkare befästa Kars emellertid av ryssarna under Ivan Paskevitjs befäl. Under Krimkriget (1853-1856) förvandlades Kars under brittiska officerares ledning genom de omgivande höjdernas befästande till ett förskansat läger, som motstod den ryske general Muravievs stormning den 29 september 1855, men den 27 november samma år tvingades staden på grund av hungersnöd att kapitulera.
Efter 1865 ökades fästningens styrka ännu mer genom anläggandet av tolv delvis med varandra förenade, men var för sig dock självständiga framskjutna verk, fem på högra och sju på vänstra flodstranden. En belägring av ryssarna i juni och juli 1877 misslyckades, men efter segern över Muktar pascha den 13 oktober blockerades Kars, som försvarades av 18 000 man, på nytt av 35 000 ryssar. Natten till den 18 november företog dessa under Michail Loris-Melikov ett lyckligt anfall mot sydöstfrontens fyra icke stormfria verk, sedan genom föregången beskjutning en donjon, Hafiz pascha, förstörts och en annan, Kanly, blivit illa åtgången. Då sedermera även forten Arab och Karadag fallit och ryssarna började intränga i staden; vars enceinte nu var alldeles förfallen, försökte turkarna dra sig undan till Erzurum, men nödgades ge sig fångna. Genom freden i San Stefano den 3 mars 1878 och definitivt genom Berlinkongressen 13 juli samma år avträddes Kars jämte området Kars oblast samt distriktet Batum till Ryssland. Kars utgjorde därefter jämte Ardahan ryssarnas främsta linje mot turkarna i Asien och förstärktes på östsidan med 4 nya fort: Loris-Melikov, Roop, Butjkiev och Lazarev.

### Första världskriget
I trakten sydväst om staden och fästningen Kars utkämpades i december 1914 samt i januari och augusti 1915 flera större strider mellan 3:e turkiska armén under först Enver pascha och sedan Havis Hakki pascha, som gjorde flera fåfänga försök att från Erzurum framtränga mot och inta Kars, och den ryska kaukasiska armén under först Illarion Vorontsov-Dasjkov, sedan Nikolaj Judenitj. Först då de reguljära ryska trupperna utrymt landområdet och detta genom freden i Brest-Litovsk den 3 mars 1918 avträtts till Turkiet, lyckades turkarna den 27 april 1918 storma Kars, som försvarades av irreguljära ryska trupper och armeniska band. Efter vapenstilleståndet i Mudros den 30 oktober samma år måste turkarna utrymma Kars, som av de allierade planerades tillhöra den nya armeniska republiken och låg inom dess av president Woodrow Wilson i mars 1921 bestämda gräns mot Turkiet. Ungefär samtidigt blev emellertid Armenien en sovjetrepublik, och enligt ett fördrag mellan Sovjetryssland och den turkiska Angoraregeringen i mars 1921 överläts Kars med område, liksom Ardahan, åter till Turkiet. Överlåtelsen bekräftades i oktober samma år i ett fördrag mellan Angoraregeringen och de kaukasiska sovjetrepublikerna.

### Idrottshistoria
Bandy, som inte existerar i Turkiet av idag, spelades tidigare i Kars.

## Näringsliv och förbindelser
Kars ligger längs järnvägen mellan Erzurum och Gjumri. Industrier i staden är bland annat textil och livsmedel.

## Sport

### Fotboll
- Karsspor